# عائلة الخطيب الحسني
آل الخطيب الحسني، هي عائلة دمشقية من حي القيمرية سكنت دمشق من عام 1750 تقريباً وأصل أسرتهم من الحجاز من ذرية الحسن بن علي ويقال بأنهم من ذرية الحسين بن علي، نزلت قديماً من الحجاز الى عدرا من بلاد الشام، وحلّت في دمشق وغيرها، وأسندت إلى علمائها خطبة مسجد بني أميّة في دمشق.ونسبت الأسرة بهذا؛ لأن علماءها قديماً كانوا يخطبون في المسلمين، واشتهروا بنسبتهم تلك، ويميزون عن غيرهم بالخطيب الحسني. وهي أسرة علم وفضل، لها شهرتها في الديار الشامية وغيرها. ولها نسبها الموثق من نقباء الأشراف في العهد العثماني، وقد حفظه ونشره الشيخ سهيل بن عبد الفتاح الخطيب الحسني.